# Norge (1900)
Norge – norweski pancernik obrony wybrzeża (norw. panserskip), jeden z dwóch okrętów typu Norge. Zbudowany w Wielkiej Brytanii, wszedł do służby w marynarce Norwegii w 1901 roku. Zatopiony podczas niemieckiej inwazji na Norwegię 9 kwietnia 1940 roku w porcie w Narwiku.

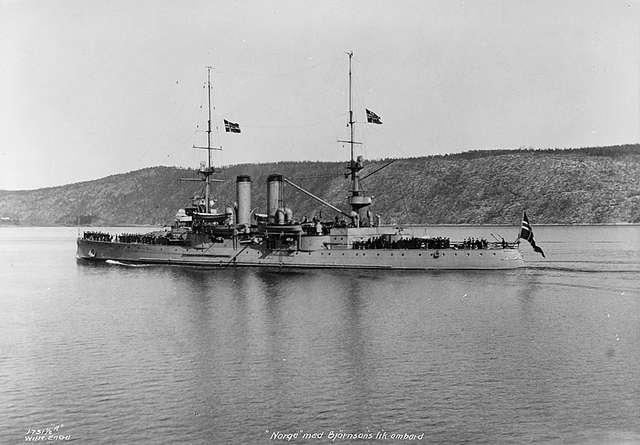
„Norge” w 1910

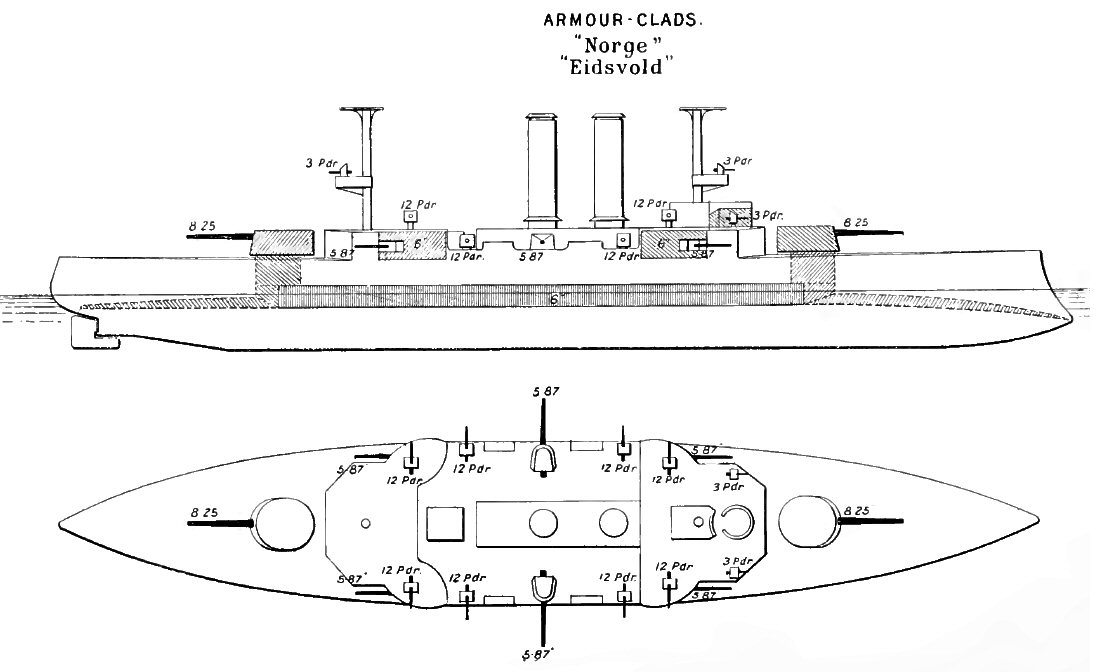
Szkic pancerników typu Eidsvold

## Historia budowy
Po ukończeniu przez brytyjską stocznię Armstrong Whitworth w Newcastle upon Tyne budowy dwóch pierwszych norweskich pancerników obrony wybrzeża: „Harald Haarfagre” i „Tordenskjold”, rząd Królestwa Norwegii zdecydował o zamówieniu kolejnej pary okrętów w tej samej stoczni, lecz według zmodyfikowanego projektu. W porównaniu z pierwszą dwójką pancerników na nowych jednostkach zwiększono kaliber dział artylerii średniej, opancerzono stanowisko dowodzenia oraz zrezygnowano z charakterystycznego wysokiego komina na rzecz dwóch krótszych.
„Norge” został zwodowany 31 marca 1900 roku, otrzymując nazwę na cześć Królestwa Norwegii (pol. „Norwegia”). Po zakończeniu budowy okręt przybył do Norwegii, gdzie został poddany próbom morskim. Oficjalne przyjęcie „Norge”  w skład floty nastąpiło 7 lutego 1901 roku.

## Opis konstrukcji
Kadłub „Norge”  chroniony był pancerzem w postaci pasa burtowego grubości 152 mm oraz pokład pancerny o grubości 50 mm. Stanowisko dowodzenia miało pancerz grubości 152 mm. Okręt posiadał taranowy dziób.
„Norge”  był napędzany przez dwie maszyny parowe potrójnego rozprężania o łącznej mocy 4500 KM, zasilane w parę przez trzy kotły parowe opalane węglem. Maszyny parowe napędzały dwie śruby. Pancernik miał jeden ster.
Głównym uzbrojeniem pancernika były dwa działa kal. 209 mm, umieszczone pojedynczo w pancernych wieżach artyleryjskich na dziobie i rufie. Grubość pancerza wież wynosiła 229 mm. Artylerię średniego kalibru stanowiło sześć dział kal. 149 mm, z których cztery rozmieszczone były w kazamatach na burtach, zaś dwa pozostałe, chronione maskami przeciwodłamkowymi, na głównym pokładzie na wysokości drugiego komina. Kaliber artylerii faktycznie wynosił 209,3 mm i 149,1 mm – nominalnie 21 cm i 15 cm, stąd często podawany jest jako 210 mm i 150 mm. Ponadto „Norge” był uzbrojony w cztery działa szybkostrzelne kal. 76 mm do zwalczania mniejszych jednostek oraz sześć dział przeciwlotniczych kal. 47 mm. Uzbrojenie uzupełniały dwie podwodne wyrzutnie torpedowe kal. 457 mm.
W późniejszych latach lekkie uzbrojenie pancernika było modyfikowane. Ostatecznie, po przezbrojeniu w 1939 roku, składało się ono z sześciu dział szybkostrzelnych kal. 76 mm, dwóch dział przeciwlotniczych kal. 76 mm, dwóch przeciwlotniczych armat automatycznych Oerlikon kal. 20 mm, dwóch wielkokalibrowych karabinów maszynowych Colt kal. 12,7 mm oraz czterech karabinów maszynowych Colt kal. 7,92 mm.

## Służba operacyjna
Po wejściu do służby „Norge” odbył w 1901 roku kurtuazyjną wizytę w Kopenhadze. Rejs ten potraktowano jako pełnomorski test możliwości nowego nabytku floty norweskiej. W 1902 roku okręt reprezentował swój kraj podczas rewii morskiej, która odbyła się na redzie Spithead z okazji koronacji króla Edwarda VII. W 1909 roku okręt ponownie popłynął do Wielkiej Brytanii, tym razem do Sheerness. W 1910 roku na pancerniku przewieziono do Norwegii ciało zmarłego w Paryżu laureata literackiej Nagrody Nobla, Bjørnstjerne Bjørnsona.
W 1928 roku na pokładzie „Norge” przebywał król Norwegii Haakon VII, udający się z oficjalną wizytą do Helsinek i Kopenhagi.
Od końca lat 30. „Norge” wraz z bliźniaczym „Eidsvold” stacjonowały w rejonie Narwiku, z zadaniem ochrony tego portu. Rankiem 9 kwietnia 1940 roku wojska niemieckie zaatakowały Norwegię. Dla zajęcia Narwiku wydzielono grupę 10 dużych niszczycieli z desantem strzelców górskich na pokładzie. Wpłynęły one do Ofotfjordu, prowadzącego w kierunku portu. O godzinie 4.37 zatopiony został, trafiony torpedami wystrzelonymi przez niszczyciel „Wilhelm Heidkamp”, pancernik „Eidsvold”. Ostrzeżony tym zdarzeniem dowódca „Norge”, komandor Per Askim, otworzył ogień do wchodzącego do portu niszczyciela „Bernd von Arnim”. Wystrzelone pociski nie trafiły celu, zaś zaatakowany niszczyciel wystrzelił z odległości około 800 metrów w kierunku „Norge” salwę siedmiu torped, z których dwie dosięgły pancernik. Trafiony okręt przewrócił się do góry dnem i zatonął. Ze 191 osób będących na pokładzie w chwili ataku, zginęło 101, a uratowano 90, w tym dowódcę.
Wrak „Norge” znajduje się w centrum portu w Narwiku, na głębokości około 20-25 metrów.